# Бегунчик бороздчатый
Бегунчик бороздчатый (лат. Bembidion striatum) — вид жуков-жужелиц из подсемейства трехин. Распространён в Австрии, Белоруссии, Болгарии, Боснии и Герцеговине, Венгрии, Германии, Дании, Испании, Италии, Латвии, Литве, Молдавии, Нидерландах, Португалии, России, Румынии, Северной Корее, Словакии, Словении, Турции, Украине, Финляндии, Франции, Хорватии, Чехии, Швейцарии и Эстонии. Обитают на увлажнённых участках с песчаной почвой. Длина тела имаго 5,5—6,5 мм. Верх тела — тёмно-бронзовый, низ — зелёно-буро-чёрный. Первый членик усиков и основания бёдер и голени рыжие.